# LAGEOS
LAGEOS (англ. LAser GEOdynamics Satellite) — проект NASA по запуску двох науково-дослідних супутників (LAGEOS I, LAGEOS II), що призначені для використання орбітального лазера як орієнтиру для геодинамічних досліджень Землі. Кожен супутник є пасивним лазерним відбивачем високої щільності на стабільній середній орбіті Землі (MEO).
Супутник LAGEOS I був запущений 4 травня 1976 року космічним агентством НАСА. Цей невеликий пасивний супутник допоміг вченим виміряти рух тектонічних плит Землі, зафіксувати нерівномірності в обертанні планети, «зважити» Землю, відстежити дрібні зміни положення її центру мас, а також розробити ранні моделі гравітаційного поля.
В даний час супутник Лагеос входить в мережу супутників, які допомагають уточнювати і підтримувати земну систему координат, яка пов'язує навігаційні системи по всьому світу і є фундаментальною основою для міжпланетної навігації космічних апаратів.
Супутник вагою близько 400 кг є пасивним, без бортових датчиків, електроніки і без будь-яких рухомих частин. Супутник складається з латунного ядра, покритого алюмінієвою оболонкою, на якій розміщені 426 лазерних відбивачів. LAGEOS рухається по стабільній круговій середньовисокій орбіті близько 5900 кілометрів. На такій висоті супутник відчуває незначний опір атмосфери і спостерігається наземними станціями на різних континентах одночасно.
За ці роки 183 лазерних станції в усьому світі робили виміри LAGEOS, і багато станцій продовжують працювати з ним. Наземна станція посилає лазерний імпульс, який відбивається від одного з відбивних елементів супутника. Відбитий промінь приймається станцією, і обчислюється точний час руху променя до LAGEOS і назад. За часом обчислюється відстань між супутником і станцією. Цей метод називається лазерною дальнометрією. Маючи достатній набір вимірювань протягом довгого часу, вчені визначили абсолютні положення станцій щодо центру мас Землі. На основі цих даних відслідковуються найнезначніші зміни положень станцій відносно один одного, і, таким чином, фіксується рух земної кори.
Супутникова лазерна дальнометрія почала розвиватися в 60-х роках минулого століття, задовго до запуску космічного апарата LAGEOS. Перші вимірювання мали точність порядку одного метра. LAGEOS дозволив досягти точності менше 1 см — це рівень, необхідний для виявлення тектонічного руху літосферних плит. Точність сучасних вимірів покращилася в десятки разів.
Точні виміри дозволили також виявити невеликі нерівномірності обертання Землі, викликані рухом мас в атмосфері і океані і зміною осі обертання планети. Зафіксовані малі збурення орбіти супутника лягли в основу ранніх моделей гравітаційного поля Землі. Супутник був також використаний для виявлення післяльодовикової віддачі земної кори в тих регіонах, де Земля була сплющена древніми крижаними щитами в районі Гудзонової затоки, Фінляндії та Скандинавії.
Майже ідентичний космічний апарат LAGEOS-2, був запущений в 1992 році спільно італійським космічним агентством і НАСА. Цей супутник рухається по додатковій орбіті, а разом з Лагеос-1 вони дозволяють проводити більш широкий спектр досліджень. Два супутника LAGEOS мають унікальну задачу по визначенню положення центру мас Землі.
Дані цієї пари були використані для підтвердження одного передбачення загальної теорії відносності Ейнштейна: переміщення рамок. Це крихітне збурення орбіти об'єкта навколо масивного обертового центрального тіла, називається гравітаційний магнетизм або ефект Ленз-Тіррінга.
LAGEOS також привів до відкриття інших тонких ефектів. Один з них був сезонний ефект Ярковського, крихітна гальмівна сила, яка виникає, коли сонячне світло нагріває одну сторону космічних апаратів і космічний апарат пізніше виділяє це тепло. Цей опір є зміною оригінального ефекту Ярковського, який відбувається через обертання супутника навколо своєї осі. Сезонна версія відбувається під час своєї орбіти навколо Землі.
Сезонний ефект Ярковського — поряд з іншими мізерними силами — знижує орбіту LAGEOS на частку дюйма (близько 1 міліметра) кожен день.

## Часова пластинка

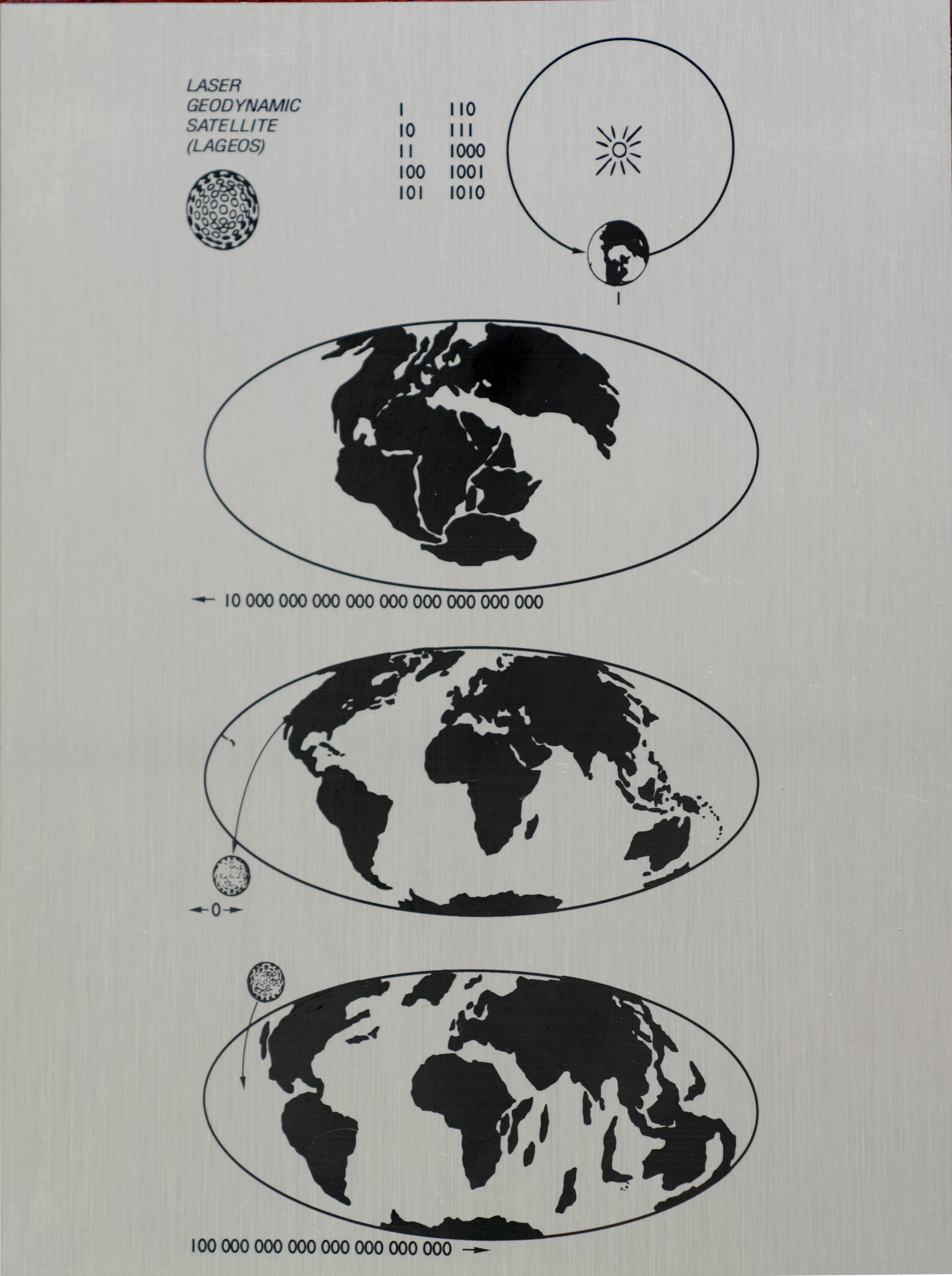
Лист-картинка у супутнику

Розраховано, що на обраній орбіті висотою 5880 км супутник може проіснувати близько 8,4 млн років.
Всередину кулі закладена сталева пластинка з вигравіруваним на ній листом нашим далеким нащадкам, які, можливо, захочуть ознайомитися з призначенням і будовою супутника. У верхньому лівому кутку зображений сам супутник, потім числа від 1 до 10. записані двійковим кодом, поруч — Земля на орбіті навколо Сонця. Нижче — континенти, якими вони були 225 мільйонів років тому. Під малюнком двійковим кодом записано число 225 000 000, а стрілка, що вказує ліворуч, означає «до запуску супутника». В середині — сучасне розташування материків. Відзначено місце, звідки стартував супутник. Внизу — передбачувана карта Землі через 8,4 мільйона років після запуску. Малюнок пояснює, що приблизно до цього часу супутник загальмується у розріджених зовнішніх шарах атмосфери і буде притягнутий до Землі. Відомий астроном Карл Саган, який розробив лист-картинку, каже, що хто б не жив на нашій планеті в ці дуже віддалені часи, їм, очевидно, буде приємно отримати цю «листівку з минулого».